# Johanna den vansinniga
Johanna I av huset Trastámara, född 6 november 1479 i Toledo, död 12 april 1555 i Tordesillas, var regerande drottning av Kastilien från 1504 till 1555. Efter 1507 till sin död var hon dock i praktiken endast Kastiliens titulärdrottning, eftersom hon efter 1507 levde i fångenskap. Dessutom var hon från 1516 till 1555 regerande titulärdrottning av Aragonien. Hon är även känd som Johanna den vansinniga, på spanska Juana I de Castilla respektive Juana la Loca.

## Biografi

### Tidigt liv
Johanna var andra dotter och fjärde men tredje överlevande barn till de katolska monarkerna Isabella I av Kastilien (1451–1504) och Ferdinand II av Aragonien (1452–1516).
Johanna hade ljus hy och rödblont eller mörkblont hår, och beskrivs som den vackraste av sina föräldrars döttrar. Den unga infantinnan väckte redan tidigt uppmärksamhet med sin ovanliga allvarsamhet och allmänt introverta beteende. Hon beskrivs av samtida som väldigt liten, mycket skör, med blek hy och stora mörka ögon, alltid reserverad och avvisande och mycket tystlåten. Liksom sina systrar åtnjöt hon en utomordentlig utbildning av framstående lärare och framförallt av präster. Religiösa plikter spelade en central roll i hennes liv, och hon talade flytande latin. Musik var hennes favoritämne, och redan som liten flicka spelade hon gitarr mycket väl.
Hennes akademiska bildning bestod av studier i kanonisk och sekulär lag, genealogi och heraldik, historia, språk, matematik, filosofi, läsning, stavning och skrivning. Hon läste Juvencus och Prudentius, Sankt Ambrosius, Sankt Augustinus, Sankt Gregorius, Sankt Hieronymus och Seneca. I hennes språkliga undervisning ingick kastilianska, leonesiska, galiciska, portugisiska och katalanska, och hon talade franska och latin flytande. I de mer världsliga ämnena ingick att lära sig hovetikett, teckna, jaga med falk, dansa och spela klaver och gitarr, utöver de hushållskunskaper alla kvinnor ansågs behöva kunna, som att sy, brodera och sköta ett hushåll. 

### Äktenskap
Vid sin födelse förväntades inte Johanna någonsin ärva tronen. När hon föddes hade hon redan en ett år äldre bror, Johan, prins av Asturien, och även en äldre syster, som båda stod före henne i tronföljden. Därför uppfostrades hon och hennes yngre systrar för att ingå ett dynastiskt äktenskap i syfte att uppnå politiska och diplomatiska fördelar. 
Hennes systrar blev drottningar i England och Portugal. Isabella giftes 1497 bort med Manuel I av Portugal, Katarina 1501 med Arthur Tudor – efter dennes död med hans bror Henrik VIII av England – och Maria år 1500 med Manuel I av Portugal. 
Johanna föreslogs initialt att gifta sig med Frankrikes tronföljare, prins Karl, och 1489 med kung Jakob IV av Skottland. År 1496 förlovades 16-åringen Johanna, till följd av en allians med huset Habsburg, med Filip den sköne, son till kejsar Maximilian I. Filip var arvtagare till både Burgund (Nederländerna) och Österrike. Genom detta spansk-habsburgska dubbelbröllop skulle ärkefienden Frankrike bli geografiskt omringat. Hennes bror trolovades samtidigt, i en dubbeallians, med Filips syster Margareta av Österrike. 
En första vigsel per procura ägde rum i Palacio de los Vivero i Valladolid i augusti 1496. Samma månad avreste Johanna från Laredo till Flandern i en flotta på ett sjuttiotal skepp. Det var den största flottan på ett fredsuppdrag som dittills hade setts i Kastilien. På grund av storm tvingades flottan tillfälligt stanna den 31 augusti i Portland i södra England. Bröllopet firades slutligen formellt den 20 oktober 1496, i den kollegiala kyrkan San Gumaro i den lilla staden Lier norr om Bryssel. 
Johanna och Filip, som båda beskrivs som ovanligt attraktiva, ska ha blivit häftigt förälskade i varandra första gången de såg varandra, och deras förhållande beskrivs initialt ha varit lyckligt. När Filip såg Johanna första gången ska han ha insisterat han på att en präst genast skulle tillkallas, som omgående skulle förrätta vigseln. Direkt därefter försvann paret till sovrummet. Äktenskapet gav mellan 1498 och 1507 upphov till sex barn. Filip tröttnade dock snart på relationen och var känd för att hans konstanta otrohet och ett stort antal utomäktenskapliga förbindelser. Johanna påstås ha älskat sin make med stor intensitet och svartsjuka. Hans ständiga otrohet ska ha orsakat en svartsjuka hos Johanna som av vissa författare beskrivits som patologisk. Stundom bemödade hon sig att fjärma alla kvinnoväsen från Filips omgivning. Hennes svartsjuka ledde till scener som gav upphov till rykten om att hon var obalanserad. 
Johanna hamnade i en svår situation i Flandern. Det burgundiska hovet beskrivs som sedeslöst och annorlunda än det strikta hovet i Kastilien. Äktenskapet ogillades också av många vid det burgundiska hovet, där många ledande adelsmän var pro-franska och motsatte sig alliansen med Kastilien. 

### Tronarvinge
En serie dödsfall i familjen förändrade Johannas politiska betydelse. 1497 avled hennes bror, tronföljaren Johan (1478–1497), oväntat. Johans änka, Margareta av Österrike, var vid tidpunkten för hans frånfälle gravid och nedkom med en son, som dock var dödfödd. Näst i tronföljden stod Ferdinands och Isabellas äldsta dotter Isabella, som var gift med den portugisiske kungen Manuel. Isabella dog dock även hon 1498, när hon framfödde sonen Miguel, som sedan stod på tur att ärva Spaniens tron. Miguel dog emellertid halvtannat år gammal 19 juli 1500. Därmed blev Johanna oväntat tronföljare, före sina yngre systrar Maria och Katarina. 
Ferdinand och Isabella bad sedan Johanna att i egenskap av deras nya tronarvinge komma till Spanien. I november 1501 lämnade Johanna och Filip sina barn i Flandern, på väg till Kastilien landvägen från Bryssel. Det tog dem sex månader att anlända till Toledo, där de avlade eden som arvingar inför de kastilianska domstolarna i katedralen i Toledo den 22 maj 1502. I samband med detta gavs hon titeln prinsessa av Asturien. Efter detta svor även Aragoniens Cortes sin trohet till henne i Zaragoza.
År 1503 återvände Filip till Flandern för att lösa vissa frågor. Samtidigt stannade den gravida Johanna kvar i Spanien på begäran av sina föräldrar, som ville att hon i egenskap av tronarvinge skulle träffa sina framtida undersåtar. Den 10 mars 1503, i staden Alcalá de Henares, födde hon en son som hon döpte till Fernando för att hedra sin far. Johanna gjorde ett dåligt intryck under sin vistelse som tronarvinge i Kastilien. Sedan hennes make avrest till Flandern, bad hon outtröttligt sina föräldrar om tillstånd att lämna Spanien. Hon plågades av att vara utan Filip och ville av emotionella skäl göra honom sällskap, men hennes föräldrar ansåg att hennes plikt som tronarvinge var att stanna. Hennes attityd inkluderade att i mångas ögon inte förstå sin ställning och sina plikter som tronarvinge eller att avsiktligt ignorera sina plikter. Ferdinand och Isabella försökte, utan framgång, utverka tillstånd från hennes make att låta hennes son kvarstanna i Spanien i sin mors ställe om Johanna avreste. 
Efter att ha fött barn, och med sina tre äldsta barn i Bryssel, bad Johanna återigen om tillstånd att återvända till Flandern, men hennes mor motsatte sig detta ännu en gång. Kriget med Frankrike gjorde landvägen omöjlig. På Johannas insisterande beordrade Isabella biskop Fonseca att begränsa hennes dotter till Mota slott och hindra henne att lämna det. Mor och dotter hamnade i öppen konflikt, och till slut tvingades Isabella tillåta Johanna att återvända till Flandern, dit hon anlände i juni 1504. Johannas uppförande hade gjort ett så dåligt intryck i Spanien att Isabella tvingades motivera det för flera personer för att försöka minska skadan.

### Drottning av Kastilien
Drottning Isabella dog den 26 november 1504, vilket gjorde att Johanna kunde ärva den kastilianska tronen. Hennes mors testamente tillerkände Johannas far rätten att regera i hennes ställe om Johanna var frånvarande, eller om hon inte önskade eller inte var kapabel att regera. Hennes far Ferdinand förlorade samtidigt sin ställning som kung av Kastilien; han utropade dock, i enlighet med Isabellas testamente, sin dotter Johanna till regerande drottning av Kastilien och tog sedan över styret i egenskap av hennes ställföreträdande regent. Ferdinand övertygade Kastiliens Cortes om att Johanna var för sjuk för att kunna regera. Han önskade inte vara enbart ställföreträdande regent, utan samlade stöd för att utropas till sin dotters samregent. Han gifte sig samtidigt med Germaine de Foix, för att skaffa sig en arvinge som kunde ersätta Johanna som arvinge till både Kastilien och Aragonien. Detta drag vände dock Kastilien emot honom. 
Familjen kvarblev länge i Flandern. 24 augusti besökte Johannas svärfar kejsar Maximilian Nederländerna för att ge henne sitt stöd, och Johanna uppträdde då som drottning av Kastilien och gjorde då ett gott intryck. Maximilian gav Filip rådet att försona sig med Johanna för bättre utsikter att bli hennes samregent. Filip följde hans råd. Johanna avvisade dock hans begäran att de tillsammans skulle strida mot hennes far. Filip var ovillig att avstå all form av makt och insisterade på full makt som kung av Kastilien genom giftermål jure uxoris, och inledde förhandlingar med Ferdinand före deras avresa till Spanien. I fördraget i Salamanca 1505 fattades beslutet om Johannas, Filips och Ferdinands gemensamma regering. Under tiden stannade Filip och Johanna kvar vid hovet i Bryssel, där hon den 15 september 1505 födde parets femte barn. 
De lämnade den 10 januari 1506 Burgund med 40 skepp. I Engelska kanalen sänkte en kraftig storm flera fartyg. Det fanns farhågor för deras liv, men de lyckades till slut söka sin tillflykt i Portland i England, där de stannade i tre månader. I London kunde Johanna besöka sin syster Katarina, som hon inte hade sett på tio år. De avseglade i april 1506. Istället för att bege sig till Laredo, där de förväntades, begav de sig till A Coruña, förmodligen för att kunna träffa de kastilianska adelsmännen innan de presenterade sig för Ferdinand. Opinionen i Kastilien hade under tiden vänt sig mot Ferdinand, och paret välkomnades med allmän entusiasm den 24 april. Ferdinand kallade dem offentligt sina "mest älskade barn" och överlämnade regentskapet till dem. 27 juni 1506 möttes Filip och Ferdinand i Villafáfila och undertecknade fördraget i Villafáfilas, där de kom överens om att Johanna var olämplig att regera och att de gemensamt skulle hålla henne borta från politiken i största möjliga mån samt beröva henne hennes rättigheter. Ferdinand förklarade dock samma eftermiddag att han aldrig skulle tillåta att Johanna berövades sina rättigheter. Efter ytterligare förhandlingar gick Filip med på att låta Ferdinand regera som Johannas ställföreträdare om Johannas rättigheter hotades. Ferdinand återvände därefter till Aragonien, varefter Filip regerade som Johannas ställföreträdare. 
9 juli 1506 sammankallades Cortes i Valladolid, och 12 juli svor de trohetseden till Johanna och Filip I som regerande drottning och kung av Kastilien och León i egenskap av samregenter och deras frånvarande son Karl som tronarvinge. 25 september 1506 avled Filip, efter en fem dagar lång sjukdom i Burgos. Han avled förmodligen i tyfoid, även om han ryktades ha blivit förgiftad av sin svärfar. Johanna var vid sin makes död gravid. Hon hade vid denna tidpunkt ännu inte regerat ensam, och en maktkamp uppstod som hon fick svårt att hantera. Ärkebiskop Cisneros upprättade mot Johannas vilja ett regentråd. Hon försökte hävda sin rätt att personligen styra som monark, men det hela utvecklades till en inrikespolitisk kris där Johanna misslyckades med sitt uppsåt. Vid denna tidpunkt rådde pest och svält i Kastilien, något som skapade stor instabilitet. Johanna misslyckades med att få tag på de medel som hade behövts för att avlöna de soldater som hade krävts för att hävda sin makt. 
I juli 1507 återvände Ferdinand till Kastilien. Han anlände vid samma tidpunkt som pesten började gå över, vilket gjorde att allmänheten fick ett vidskepligt intryck av att lyckan återkom tillsammans med honom.
30 juli 1507 möttes Ferdinand och Johanna i Hornillos. Ferdinand begärde att Johanna skulle överlämna makten till honom. 17 augusti tillkallades tre medlemmar av kungliga rådet, officiellt i Johannas namn, och gavs befallningen att kunggöra att Ferdinand nu innehade den legitima makten. Johanna vägrade underteckna några dokument där hon avsade sig sin makt, men Ferdinand övertog från detta datum i praktiken makten genom en statskupp, och undertecknade i fortsättningen alla order som utfärdades. 
Under denna tid påstås Johanna enligt skrönorna ha hänfallit till vansinne. Hon skall ha vägrat lämna ifrån sig kistan med Filips lik, som hon regelbundet öppnade för att förvissa sig om att Filip bara sov. Visserligen finns det också utsagor enligt vilka hon bara öppnade likkistan en gång, vilket man kunde förvänta sig av henne, för att kontrollera att det var rätt lik som skulle begravas, och resten är sprunget ur berättarens konstnärliga frihet.

### Fångenskap
Johanna kvarblev nominellt som regerande drottning, men Ferdinand lät Cortes 1510 formellt utnämna honom till hennes ställföreträdare, och han utnämnde i sin tur ärkebiskop Francisco Jiménez de Cisneros att regera i Kastilien åt honom.    
I februari 1509 gav Ferdinand order om att hans dotter skulle fängslas i det kungliga slottet i Tordesillas vid Valladolid, avskedade hennes personal och ersatte den med personer ansvariga enbart inför honom. Hon vårdades av systrarna från klostret Santa Clara. Huruvida detta verkligen skedde på grund av hennes psykiska konstitution eller av maktpolitiska skäl, är föremål för forskning. Hennes dotter Katarina tilläts stanna med henne. 
Den 23 januari 1516 avled hennes far Ferdinand av Aragonien, och Johanna blev därmed formellt regerande drottning även av Aragonien. Cisneros hemlighöll Ferdinands död för henne och fortsatte att regera, medan Aragonien regerades av biskop Alonso de Aragón fram till oktober 1517, när hennes son och tronarvinge Karl anlände till Spanien från Flandern och övertog makten. 4 november 1517 mötte Karl och hennes syster Eleonora sin mor Johanna i Tordesillas, och övertalade henne att utnämnda Karl till hennes samregent och ställföreträdare i Kastilien och Aragonien. 
1520 utbröt Comunerosupproret. Comuneros erövrade Toredesillas, där upprorsledarna direkt bad om hennes stöd. Hon övertalades dock av sin biktfar att inte ge sitt stöd till upproret. När hon vägrade ge det sitt stöd, kunde det nedslås. Hon förlorade därmed sin sista chans att regera. Efter detta tycks Johannas psykiska tillstånd försämras mer och mer fram till hennes död. Hennes dotter Katarina, som bodde hos henne, försökte skydda sin mor mot vanvård, men tvingades lämna henne då hon blev bortgift 1525. 
Johanna dog i ensamhet år 1555, vid 75 års ålder efter en brännskada. Hon blev alltså ovanligt gammal för sin tid. Hennes grav finns i domkyrkan i Granada, i Capilla Real, det kungliga gravkapellet.

## Barn
Gift 20 oktober 1496 med Filip IV av Burgund, kallad den sköne, av huset Habsburg
- Eleonora av Kastilien (1498–1558), genom giftermål drottning av Portugal och drottning av Frankrike.
  1. Gift 1:o 1519 med Manuel I (1469–1521) kung av Portugal.
  2. Gift 2:o 1530 med Frans I (1494–1547) kung av Frankrike.
- Karl V (1500–1558) kejsare av det Heliga tysk-romerska riket, kung av Spanien, gift med Isabella av Portugal (1503–1539).
- Isabella (Elisabet) av Kastilien (1501–1526). Gift 1515 med Kristian II (1481–1559) kung av Danmark.
- Ferdinand I (1503–1564) kejsare av det Heliga tysk-romerska riket, kung av Böhmen och Ungern. Gift 1521 med Anna av Böhmen och Ungern (1503–1547).
- Maria av Kastilien (1505–1558). Gift 1515 med Ludvig II av Ungern (1506–1526) kung av Böhmen och Ungern.
- Katarina av Kastilien (1507–1578). Gift 1525 med Johan III (1502–1557) kung av Portugal.

## Anfäder
|                                  |  |  |  |  |  |  |  |                                       |  |  |  |  |  |  |  |                                   |  |  |  |  |  |  |  | Ferdinand I av Aragonien (1380–1416)     |
|                                  |  |  |  |  |  |  |  |                                       |  |  |  |  |  |  |  |                                   |  |  |  |  |  |  |  |                                          |
|                                  |  |  |  |  |  |  |  |                                       |  |  |  |  |  |  |  | Johan II av Aragonien (1397–1479) |  |  |  |  |  |  |  |                                          |
|                                  |  |  |  |  |  |  |  |                                       |  |  |  |  |  |  |  |                                   |  |  |  |  |  |  |  |                                          |
|                                  |  |  |  |  |  |  |  |                                       |  |  |  |  |  |  |  |                                   |  |  |  |  |  |  |  | Eleonore Uracca av Kastilien (1374–1435) |
|                                  |  |  |  |  |  |  |  |                                       |  |  |  |  |  |  |  |                                   |  |  |  |  |  |  |  |                                          |
|                                  |  |  |  |  |  |  |  | Ferdinand II av Aragonien (1452–1516) |  |  |  |  |  |  |  |                                   |  |  |  |  |  |  |  |                                          |
|                                  |  |  |  |  |  |  |  |                                       |  |  |  |  |  |  |  |                                   |  |  |  |  |  |  |  |                                          |
|                                  |  |  |  |  |  |  |  |                                       |  |  |  |  |  |  |  |                                   |  |  |  |  |  |  |  | Fadrique Enríquez († 1473)               |
|                                  |  |  |  |  |  |  |  |                                       |  |  |  |  |  |  |  |                                   |  |  |  |  |  |  |  |                                          |
|                                  |  |  |  |  |  |  |  |                                       |  |  |  |  |  |  |  | Juana Enríquez (1425–1468)        |  |  |  |  |  |  |  |                                          |
|                                  |  |  |  |  |  |  |  |                                       |  |  |  |  |  |  |  |                                   |  |  |  |  |  |  |  |                                          |
|                                  |  |  |  |  |  |  |  |                                       |  |  |  |  |  |  |  |                                   |  |  |  |  |  |  |  | Maria Fernández de Córdoba               |
|                                  |  |  |  |  |  |  |  |                                       |  |  |  |  |  |  |  |                                   |  |  |  |  |  |  |  |                                          |
| Johanna av Kastilien (1479–1555) |  |  |  |  |  |  |  |                                       |  |  |  |  |  |  |  |                                   |  |  |  |  |  |  |  |                                          |
|                                  |  |  |  |  |  |  |  |                                       |  |  |  |  |  |  |  |                                   |  |  |  |  |  |  |  | Henrik III av Kastilien (1379–1406)      |
|                                  |  |  |  |  |  |  |  |                                       |  |  |  |  |  |  |  |                                   |  |  |  |  |  |  |  |                                          |
|                                  |  |  |  |  |  |  |  |                                       |  |  |  |  |  |  |  | Johan II av Kastilien (1405–1454) |  |  |  |  |  |  |  |                                          |
|                                  |  |  |  |  |  |  |  |                                       |  |  |  |  |  |  |  |                                   |  |  |  |  |  |  |  |                                          |
|                                  |  |  |  |  |  |  |  |                                       |  |  |  |  |  |  |  |                                   |  |  |  |  |  |  |  | Katarina av Lancaster (1373–1418)        |
|                                  |  |  |  |  |  |  |  |                                       |  |  |  |  |  |  |  |                                   |  |  |  |  |  |  |  |                                          |
|                                  |  |  |  |  |  |  |  | Isabella I av Kastilien (1451–1504)   |  |  |  |  |  |  |  |                                   |  |  |  |  |  |  |  |                                          |
|                                  |  |  |  |  |  |  |  |                                       |  |  |  |  |  |  |  |                                   |  |  |  |  |  |  |  |                                          |
|                                  |  |  |  |  |  |  |  |                                       |  |  |  |  |  |  |  |                                   |  |  |  |  |  |  |  | Infant Joao (1400–1442)                  |
|                                  |  |  |  |  |  |  |  |                                       |  |  |  |  |  |  |  |                                   |  |  |  |  |  |  |  |                                          |
|                                  |  |  |  |  |  |  |  |                                       |  |  |  |  |  |  |  | Isabella av Portugal (1428-1496)  |  |  |  |  |  |  |  |                                          |
|                                  |  |  |  |  |  |  |  |                                       |  |  |  |  |  |  |  |                                   |  |  |  |  |  |  |  |                                          |
|                                  |  |  |  |  |  |  |  |                                       |  |  |  |  |  |  |  |                                   |  |  |  |  |  |  |  | Isabella av Braganza (1414–1476)         |
|                                  |  |  |  |  |  |  |  |                                       |  |  |  |  |  |  |  |                                   |  |  |  |  |  |  |  |                                          |

## Eftermäle inom litteratur och musik
Johanna den vansinnigas levnadsbeskrivning förekom 1994 litterärt bearbetad i den tyska romanen Johanna die Wahnsinnige av Catherine Hermary-Vieille, liksom 2005 i en roman av den nicaraguanske författaren Gioconda Belli, Das Manuskript der Verführung. Även Jakob Wassermanns berättelse Donna Johanna von Kastilien (1906) behandlar ämnet.
Inom musiken har Gian Carlo Menotti tagit upp ämnet i operan La Loca (i tidiga uppsättningar: Juana la loca) från 1979.
Hon förekommer även i Kirsten Boies roman "Alhambra" (2007).

## Galleri

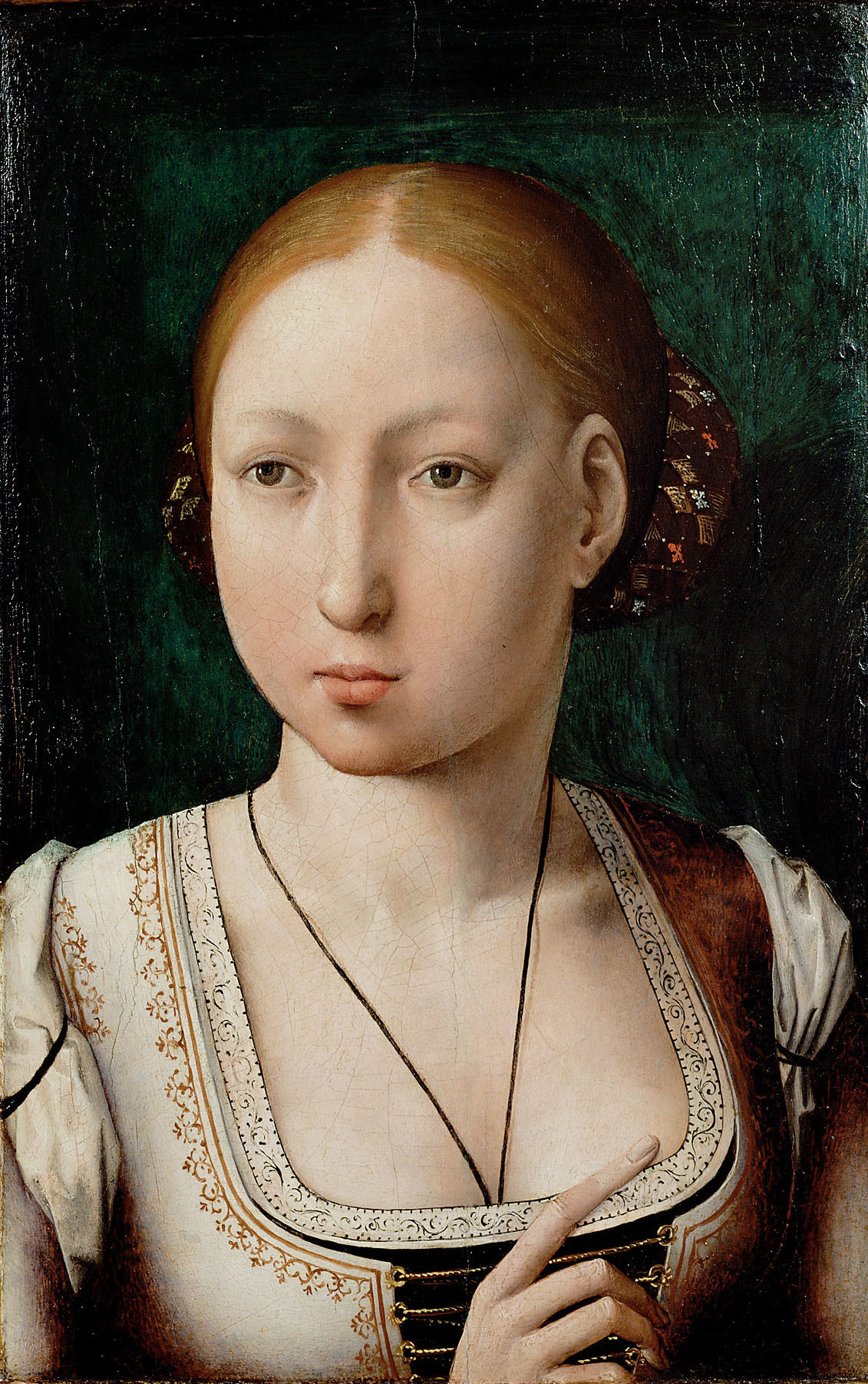
Johanna som ung kvinna.
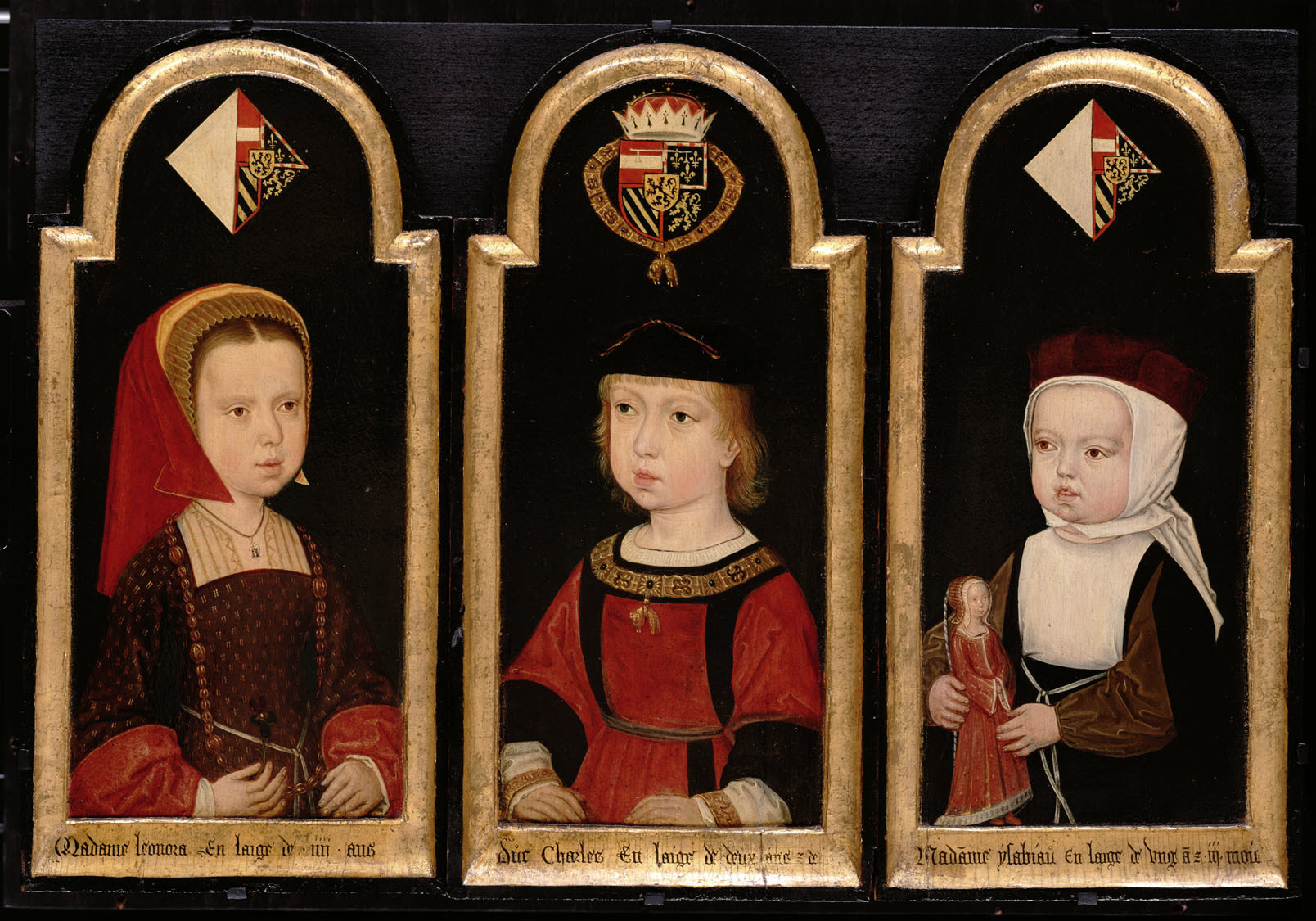
Johannas tre äldsta barn: Eleonora, Karl och Isabella.